# Rolin-Madonna
Die Rolin-Madonna oder Die Madonna des Kanzlers Nicolas Rolin ist ein Gemälde des Malers Jan van Eyck von um 1435. Das Bild ist 66 × 62 cm groß und befindet sich seit dem Jahr 1800 im Louvre in Paris.

## Bildmotiv
Das Bild zeigt das Innere eines Palastes, mit Ausblick auf eine Stadt in einem Flusstal. Der Kanzler Nicolas Rolin kniet mit gefalteten Händen an einem Gebetsstuhl vor Maria, die ihm den Jesusknaben entgegenhält. Der Knabe segnet mit der rechten Hand den Kanzler und hält in der anderen einen Reichsapfel. Ein schwebender Engel krönt Maria und zeigt damit deren Status als Himmelskönigin an.

## Deutung
Der Palast stellt das himmlische Jerusalem dar, in dem keine Vermittlung zwischen Mensch und Gott nötig ist; die Stadt hinter den Säulenbögen ist damit zwar nicht gleichzusetzen, sie gehört aber ebenfalls zur messianischen Welt. Die Ausrichtung der Kathedrale und der Schatten des Stabes, den eine Figur in der Bildmitte hält, lassen eine Lichtquelle im Nordwesten annehmen. Das Stundenbuch Rolins enthält keine Angaben zur Zeit, aber am Mantelsaum der Madonna ist ein Gebet eingestickt, das zum Marienofficium gehört, und zwar zur Matutin – diese wird im klösterlichen Stundengebet zwischen Mitternacht und dem frühen Morgen gebetet. Im Mariengarten vor dem Palast blühen gleichzeitig Rosen, Päonien, Maiglöckchen, Schwertlilien und Akeleien.

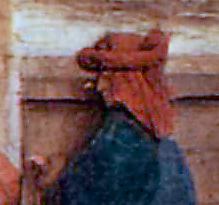
In höherer Auflösung ist das Profil des Hofbeamten zu erkennen

Am Wehrgang hinter dem Mariengarten stehen zwei Männer, von denen einer zur Stadt hinuntersieht und der andere dem Betrachter das Profil zuwendet. Diese zweite Figur (im blauen Rock und mit rotem Turban) hält einen Stab und ist damit als Hofbeamter kenntlich; sie wird von manchen mit dem Maler selbst identifiziert. Farbe und Form des Turbans stimmen mit dem auf dem als Selbstbildnis angenommenen Bild Mann mit rotem Turban überein.

## Forschung
Die zahlreichen Details sind in der Unterzeichnung, also der linearen Konzeption auf der Grundierung der Holztafel, noch nicht enthalten. Mit Infrarot-Reflektografie werden überdies Änderungen sichtbar: Der segnende Arm des Jesusknaben wurde vom Künstler erst später ergänzt, dafür war am Gürtel Rolins ein Geldbeutel sichtbar. Wichtige Aussagen zur Ikonographie des Bildes liefert Heinz Roosen-Runge 1972 für die kunstwissenschaftliche Forschung, in der er den mit goldenen Lettern ausgefüllten Mantelsaum der Madonna untersucht und mit Textstellen aus dem damals bekanntem lateinischen Gebetbuch in Verbindung bringt, sowie die beiden Männer an der Brücke als „Herolde“ identifiziert, die im Mittelalter als Prediger und Lehrer fungierten, und weitere symbolische Deutungen zum Bildinhalt macht. Außerdem liefert er zeitgenössische Quellen zur Identität des Kanzlers.